# Forel (Estavayer)
Forel (toponimo francese) è una frazione di 368 abitanti del comune svizzero di Estavayer, nel Canton Friburgo (distretto della Broye).

## Geografia fisica
Forel si affaccia sul Lago di Neuchâtel.

## Storia

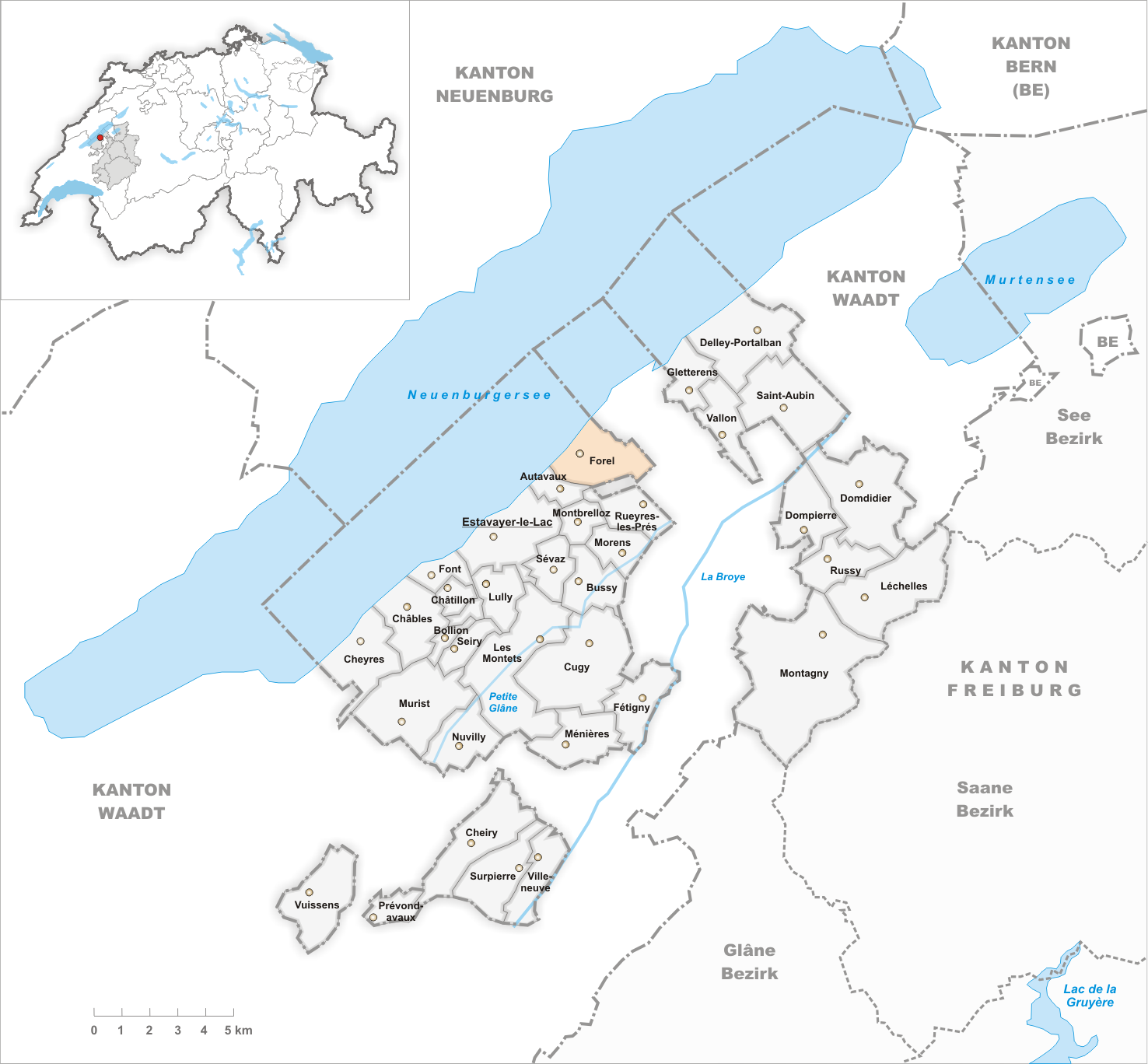
Il territorio del comune di Forel prima degli accorpamenti comunali del 2006

Già comune autonomo che si estendeva per 5,03 km² e che comprendeva anche la frazione di Les Planches, il 1º gennaio 2006 è stato accorpato agli altri comuni soppressi di Autavaux e Montbrelloz per formare il nuovo comune di Vernay, del quale Forel era il capoluogo; Vernay a sua volta il 1º gennaio 2017 è stato accorpato agli altri comuni soppressi di Bussy, Estavayer-le-Lac, Morens, Murist, Rueyres-les-Prés e Vuissens per formare il nuovo comune di Estavayer.

## Monumenti e luoghi d'interesse
- Cappella cattolica dei Santi Gorgonio e Guerrino, eretta nel 1687 e ricostruita nel 1923[1].

## Società

### Evoluzione demografica
L'evoluzione demografica è riportata nella seguente tabella:
Abitanti censiti

## Amministrazione
Ogni famiglia originaria del luogo fa parte del comune patriziale che ha la responsabilità della manutenzione di ogni bene comune.